# البعثة المصرية (1882)
كانت الحملة المصرية في منتصف العام 1882 استجابة من الولايات المتحدة للهجوم البريطاني والفرنسي على الإسكندرية خلال الحرب الأنجليزية المصرية الثانية. ومن أجل حماية المواطنين الأمريكيين وممتلكاتهم داخل المدينة أُرسلت ثلاث سفن تابعة للبحرية الأمريكية إلى مصر مع أوامر لمراقبة النزاع في الخارج والهبوط إذا لزم الأمر. ألحقت القوات البريطانية والفرنسية أضرارًا جسيمة بالمدينة، حيث هبطت قوات المارينز والبحارة وساعدوا في قتال النار وحراسة القنصلية الأمريكية من المتمردين.

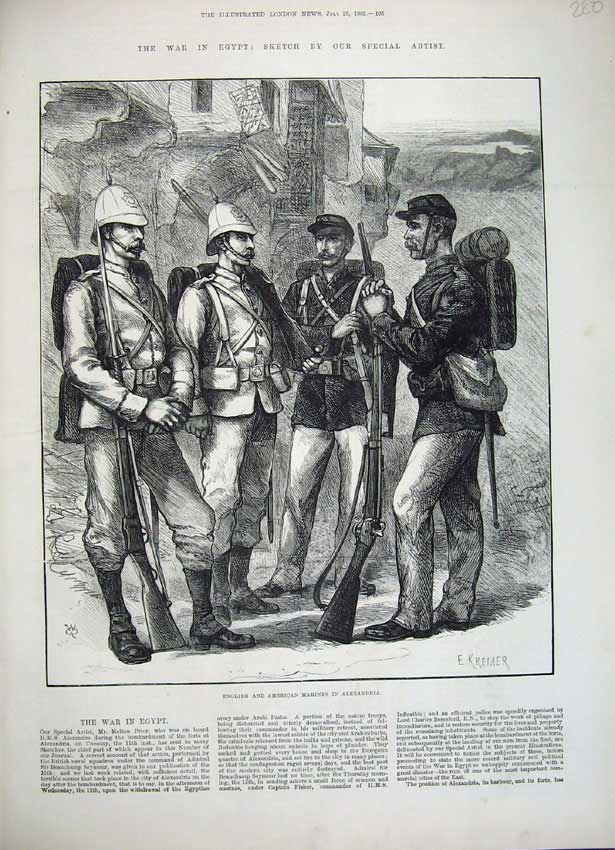
اثنان من مشاة البحرية الملكية (يسار) واثنين من مشاة البحرية الأمريكية (يمين) في الإسكندرية أثناء الاحتلال.

تم توجيه الأدميرال جيمس دبليو. نيكلسون، قائد السرب الأوروبي، لقيادة الحملة في السفينة الشراعية اللولبية يو إس إس لانكستر. وصل نيكلسون الإسكندرية يوم 27 يونيو 1882، فيما وصل الزورق الحربي يو إس إس نيبسك في 1 يوليو والفرقيطة يو إس إس كوينباوغ في 12 يوليو. رسى الأسطول البريطاني والفرنسي بقيادة الأدميرال بوشامب سيمور، قبالة الإسكندرية في 20 مايو، لكنهم لم يبدأوا في قصفهم حتى 11 يوليو بعد أن رفض الفرنسيون المشاركة. أبلغ البريطانيون الأمريكان بنواياهم حتى تمكن الأميرال نيكلسون من تحذير مواطني الولايات المتحدة داخل المدينة من هجوم وشيك. وعندما بدأ الاشتباك، بدأ البريطانيون في إطلاق النار على الحصون المختلفة تحت قيادة العقيد أحمد عرابي. دافع المصريون عن المدينة جيدًا، وضربوا السفن البريطانية عدة مرات مع أن التحصينات قد خُفِّضت تدريجيًا على مدار يومين. وأثناء القصف، فتح الأمريكيون سفنهم أمام اللاجئين من المدينة الذين كانوا بحاجة إلى مأوى أو علاج طبي.
انتهى الهجوم بحلول 14 يوليو، لكن الإسكندرية كانت في حالة من الفوضى والحرق. ظل بقايا متمردي عرابي وعناصر من السكان المدنيين يهاجمون السكان الأجانب بمن فيهم الأمريكيون. وردًا على ذلك قرر نيكلسون إرسال مجموعة إنزال إلى الشاطئ. جرى تعيين الكابتن هنري سي. كوكران من مشاة البحرية وملازمين اثنين، لقيادة قوة مكونة من سبعين من مشاة البحرية وسبعة وخمسين بحارًا مع أوامر لاحتلال القنصلية الأمريكية والقيام بدوريات في المدينة ومكافحة الحرائق المنتشرة التي كانت تجتاح القسم الأوروبي من الإسكندرية. كان فرقة الإنزال هي أول مجموعة من القوات الأجنبية تدخل وسط المدينة بعد القصف، ثم تبعتها في وقت لاحق قوة احتلال مكونة من 4000 بريطاني وقوات من دول أخرى. وبحلول 20 يوليو تحسنت الظروف في المدينة إلى حد كبير، حيث سُحبت معظم قوات المارينز والبحارة باستثناء قوة صغيرة من يو إس إس كوينباوغ بقيادة الملازم فرانك ل. ديني والتي سُحبت في 24 يوليو، مما أدى إلى إنهاء العملية.